# Shelter from the Storm
Shelter from the Storm è una canzone scritta da Bob Dylan, contenuta nel suo album del 1975 Blood on the Tracks

## Il brano
La canzone sembra riflettere il periodo di difficoltà personali del cantautore, vicino alla separazione con la moglie Sara. Nonostante questo Dylan ha sempre rifiutato questa interpretazione, affermando nella sua autobiografia Chronicles - Vol. 1, che le canzoni dell'album sono ispirate alla lettura dei racconti dello scrittore russo Anton Čechov.
Il testo è narrato dal punto di vista di un uomo disperato per la fine del suo rapporto con una donna. Questa donna viene vista come capace di lenire il dolore e di dare un rifugio all'uomo.

## Registrazione
Il brano venne registrato il 17 settembre 1974 agli A & R Recording Studios di New York, in quelle che verranno definite le New York Sessions. A differenza di altri brani dell'album, non viene registrato nuovamente a Minneapolis sotto consiglio del fratello del cantante, il produttore David Zimmerman.
Dalle sessioni di registrazione è stata pubblicata per prima una versione come parte della colonna sonora del film Jerry Maguire del 1996. Questa versione del brano e altre tre sono state pubblicate nel 2018 nell'album The Bootleg Series Vol. 14: More Blood, More Tracks.
È presente una versione live del brano negli album Hard Rain (1976) e Bob Dylan at Budokan (1979).

## Formazione

### Artista
- Bob Dylan - voce, chitarra, armonica

### Altri musicisti
- Tony Brown - basso